# Хенрик Шеринг
Хенрик Болеслав Шеринг (пољ. Henryk Bolesław Szeryng; Варшава, 22. септембар 1918 — Касел, 3. март 1988) био је пољски виолиниста и један од највећих мајстора виолине 20. века. Уврстио се међу врхунске виртуозе већ на почетку каријере, 1933. године, и уз широк репертоар од барокне до савремене музике приређивао концерте широм света. Гостовао је и на Дубровачким летњим играма.